# Interestatal 72 (Illinois)
La Interestatal 72 (abreviada I-72) es una autopista interestatal ubicada en el estado de Illinois. La autopista inicia en el oeste desde la US 36  , I 72  en la frontera con Misuri hacia el este en la Country Fair Drive en Champaign. La autopista tiene una longitud de 293,8 km (182.56 mi).

## Mantenimiento
Al igual que las carreteras estatales, las carreteras federales, la Interestatal 72 es administrada y mantenida por el Departamento de Transporte de Illinois por sus siglas en inglés IDOT.

## Cruces
La Interestatal 72 es atravesada principalmente por la  I 172  I 55  US 36  I 57 .